# Краснодонка (река)
Краснодонка — река на острове Сахалин, левый приток Лютоги.
Впадает в Лютогу за 21 км от её устья, протекает по территории Анивского городского округа Сахалинской области.
Длина реки составляет 16 км, площадь водосборного бассейна — 57,9 км². Общее направление течения с севера на юг.

## Данные водного реестра
По данным государственного водного реестра России относится к Амурскому бассейновому округу.
Код объекта в государственном водном реестре — 20050000212118300006571.